# アメリカ合衆国社会党
アメリカ合衆国社会党（Socialist Party USA、略称:SPUSA）は、民主社会主義を掲げるアメリカ合衆国の政党。アメリカ社会党の後継政党の一つで、下からの広範な民主的社会革命を目指す。

## 歴史
SPUSAは1972年から1973年にかけ、アメリカ社会党が分裂した際に誕生した。
1958年、マックス・シャハトマンの率いる、社会主義労働者党を離脱したトロツキストからなる独立社会主義者同盟が社会党に加入した。
その後、トロツキズムから右翼に転向したシャハトマンはソ連型社会主義への戦闘的抵抗および民主党と社会党との合併を主張し、1972年まで党の統一執行部を指導して党の主導権を掌握した。統一執行部は党がベトナム戦争への反対決議を採択しようとするとこれを妨害し、同年の大統領選では、当初ヘンリー・M・ジャクソンを支持したものの初期の段階でジャクソンの敗北が確実になるとリチャード・ニクソンに対する党としての反対行動を拒否した。
これに対し、2つの派閥が社会党から分裂した。1つはマイケル・ハリントン率いる合同執行部で、民主党の反戦主義者ジョージ・マクガヴァンを支持していた同派閥は分裂後に民主社会主義組織委員会となり、のちにアメリカ民主社会党となった。もう一派はベンジャミン・スポックの人民党を支持していた左派のデブス執行部で、分裂後に民主社会主義者連合となり、1973年にSPUSAとなった。
社会党に残ったシャハトマン派は合衆国社会民主党を結成した。